# Metropolitana de Porto Alegre
Metropolitana de Porto Alegre is een van de zeven mesoregio's van de Braziliaanse deelstaat Rio Grande do Sul. Zij grenst aan de mesoregio's Sudeste Rio-Grandense, Centro Oriental Rio-Grandense, Nordeste Rio-Grandense en Sul Catarinense (SC). De mesoregio heeft een oppervlakte van ca. 29.735 km². In 2005 werd het inwoneraantal geschat op 5.168.413.
Zes microregio's behoren tot deze mesoregio:
- Camaquã
- Gramado-Canela
- Montenegro
- Osório
- Porto Alegre
- São Jerônimo

Mesoregio's: Centro Ocidental Rio-Grandense · Centro Oriental Rio-Grandense · Metropolitana de Porto Alegre · Nordeste Rio-Grandense · Noroeste Rio-Grandense · Sudeste Rio-Grandense · Sudoeste Rio-Grandense

Microregio's: Cachoeira do Sul · Camaquã · Campanha Central · Campanha Meridional · Campanha Ocidental · Carazinho · Caxias do Sul · Cerro Largo · Cruz Alta · Erechim · Frederico Westphalen · Gramado-Canela · Guaporé · Ijuí · Jaguarão · Lajeado-Estrela · Litoral Lagunar · Montenegro · Não-Me-Toque · Osório · Passo Fundo · Pelotas · Porto Alegre · Restinga Seca · Sananduva · Santa Cruz do Sul · Santa Maria · Santa Rosa · Santiago · Santo Ângelo · São Jerônimo · Serras de Sudeste · Soledade · Três Passos · Vacaria